# Hwang Sun-Hong
Hwang Sun-Hong, född 14 juli 1968 i Yesan, är en sydkoreansk före detta fotbollsspelare.